# Pedresa cántabra
La gallina pedresa, pollo pedrés, cuca o franciscana es una raza de ave autóctona de Cantabria (España). Es una gallina pequeña y adaptada al clima húmedo de las montañas cántabras. A lo largo de los años esta ave de carácter vivo y rústico ha sido un elemento clave de la economía de subsitencia del medio rural, pues, a pesar de no ser una gran ponedora, su gran adaptación le ha permitido vivir del alimento que ella misma se procura, no requiriendo apenas mantenimiento. Como aves camperas, los gallos tienen un fuerte carácter, que le permite imponerse a razas de mayor tamaño que conviven con él.

## Características
La primera descripción morfológica de la gallina Pedresa aparece en una noticia de fecha de junio de 1919 en varios periódicos de tirada regional. La noticia habla del Concurso Avícola Cantábrico celebrado en Santander en ese mismo año, en el participaban razas de Asturias, Vizcaya, Guipúzcoa y Cantabria, exclusivamente. En ella aparece definida la pedresa como una gallina de patas amarillas y sin plumas, con cuatro dedos, pico amarillo, cresta sencilla y orejillas blancas.[cita requerida]
En 1961 el veterinario cántabro Dr. Benito Madariaga de la Campa, publicó, a través del Departamento de Zootecnia del Consejo Superior de Investigaciones Científicas, el primer patrón morfológico de la Pedresa bajo el título “Estudios Avícolas. La Raza Pedresa”:
- Cabeza mediana y bien formada.
- Cresta de mediano tamaño, sencilla y de grosor medio. Derecha en los animales jóvenes y de color rojo.
- Ojo redondo, brillante, con esclerótica color rojo tomate y retina oscura.
- Cara fina y de color rojo.
- Pico corto encorvado y amarillo.
- Barbillas grandes rojas e iguales, en el macho largas y en forma de bolsa o pesa.
- Orejillas finas, redondeadas, rugosas y de color que oscila del blanco al crema.
- Cuello gracioso y bien formado.
- Tarsos derechos, amarillos y sin presencia de plumas.
- Dedos medianos en tamaño y de color amarillo.
- Huevo mediano de color crema.

En el año 2000 dentro de un artículo publicado en una revista aparece un estándar de la pedresa de tipo moderno, es una gallina tipo atlántico, que ha perdido sus características originales. También aparecen dentro de este mismo artículo variaciones de color de la pedresa, nevada, o morfológicas, como la pedresa de cuello pelado.
De acuerdo con este patrón propuesto por Madariaga y la naturaleza de los ejemplares existentes en la comunidada, se está llevando a cabo un programa de recuperación de la raza.

## Historia
Desde finales del siglo XX, el crecimiento económico de Cantabria, el cambio de regímenes de explotación de extensiva a estabulaciones y el mayor acceso a piensos elaborados para animales, supuso la progresiva sustitución de la pedresa por especies que no requerían adaptación al clima húmedo y la semilibertad y que resultaban en las nuevas condiciones mucho más productivas. 
A esta sustitución hubo que sumarle el intenso cruce con esas nuevas gallinas sobre todo para mejorar su rendimiento productivo, pero también con intenciones estéticas de mejorar el barrado, como el dañino cruce con la americana Plymouth Rock que al ser también una gallina barrada dio lugar a formas mestizas, con más volumen y peso, llegando a los cuatro kilos los machos y tres kilos las hembras. Además hizo perder otras características como la orejilla blanca, el pequeño tamaño y el fuerte carácter agreste del gallo pedrés.
Todo esto hizo que a finales de los 90 del siglo XX, se considerase a la raza prácticamente extinguida.

## Actualidad
Desde ese momento[¿cuándo?] la Asociación Cultural Tudanca comenzó la búsqueda de ejemplares puros que se encontraron el Liébana, Valdeolea y Saja-Nansa que permitieron fijar las características propias de la raza. Desde entonces[¿cuándo?] con el impulso del Leader Plus del Grupo de Acción Local Saja Nansa y el apoyo de la Consejería del Medio Rural del Gobierno de Cantabria, se ha creado un centro de selección y reproducción y una Asociación de Criadores de Gallina Pedresa con una red de gallineros que en la actualidad cuenta con alrededor de cien gallineros con mínimo de diez gallinas y dos gallos por corral. 
Más recientemente[¿cuándo?] la Asociación Cántabra para la Conservación y Fomento de la Gallina Pedresa, está inmersa en la recuperación de la gallina, tal y como la describieron entre otros, el doctor Benito Madariaga de la Campa, en el año 1961, don Salvador Castelló Carreras en el año 1930, Manuel Llano o Francisco Cubría en 1934, una gallina ligera de carácter vivaz y muy rústica.